# Bulbophyllum barbatum
Bulbophyllum barbatum es una especie de orquídea epifita  originaria de  	 Brasil

## Distribución y hábitat
Se encuentra en Minas Gerais en Brasil. 

## Taxonomía
Bulbophyllum barbatum fue descrita por João Barbosa Rodrigues y publicado en Genera et Species Orchidearum Novarum 2: 119. 1882.
Etimología
Bulbophyllum: nombre genérico que se refiere a la forma de las hojas que es bulbosa.
barbatum: epíteto latino que significa "con barbas".